# Dystrybucja (marketing)
Uzasadnienie: Opisuje ten sam temat
Dystrybucja – obejmuje wszelkie czynności związane z pokonywaniem przestrzennych, czasowych, ilościowych i asortymentowych różnic występujących między sferą produkcji i sferą konsumpcji.
Odległość przestrzenna – wynika z faktu, że miejsca produkcji nie pokrywają się z miejscami konsumpcji.
Aby zapewnić nabywcy możliwość zakupu w dogodnym dla niego miejscu, należy przy użyciu różnych środków transportu pokonać tę odległość i zaoferować produkt do sprzedaży w miejscu, w którym zamierza kupić klient.
Odległość czasowa – wynika z faktu istnienia różnic między czasem, w którym produkt jest wytworzony a czasem, w którym chce go nabyć konsument.
Różnice w czasie są pokonywane przez magazynowanie  wytworzonych produktów, które następnie są oferowane nabywcy w oczekiwanym przez niego czasie.
Odległość asortymentowa – wynika z tego, że przedsiębiorstwa oferujące swoje produkty na rynku specjalizują się w wytwarzaniu niewielkiej ich liczby, natomiast konsument, dokonując zakupów, chce mieć możliwość wyboru i zakupu produktów pochodzących od różnych producentów.
Ilościowy wymiar odległości – pomiędzy sferą produkcji a sferą konsumpcji związany jest z tym, że produkty wytwarzane są z reguły w dużych ilościach, natomiast nabywca w celu zaspokojenia swoich potrzeb kupuje mniejsze ilości tego produktu. Aby spełnić wynikające z tego oczekiwania nabywców, a jednocześnie aby zapewnić producentom możliwość sprzedaży dużych jednorodnych partii produktów, powstały przedsiębiorstwa handlu hurtowego, które zajmują się zakupem dużych partii towarów od producenta, a następnie ich odsprzedażą punktom sprzedaży detalicznej, które z kolei oferują nabywcom ilości produktów zgodne z ich oczekiwaniami.

## Funkcje dystrybucji
- koordynacyjne – zmierzają do zrównoważenia podaży z popytem. Polega na połączeniu oczekiwań nabywców i sprzedawców w taki sposób, aby nabywca miał możliwość zakupu potrzebnego produktu, a producent zrealizował cele swojej działalności. Obejmuje dwie czynności: zbieranie i przekazywanie producentom informacji o popycie oraz zawieranie transakcji kupna-sprzedaży
- organizacyjne – są związane z istniejącym produktem. Obejmuje wszystkie procesy, którym poddany jest produkt w celu dostosowania podaży i popytu. Najważniejsze czynności to: transport, magazynowanie, przerób handlowy, przekształcenia asortymentu produkcyjnego w asortyment handlowy oraz stworzenie odpowiednich warunków sprzedaży.

## Rodzaje dystrybucji
- Intensywna – polega na oferowaniu produktu w jak największej liczbie punktów sprzedaży. Dotyczy produktów codziennego użytku, np. pieczywo, nabiał;
- Selektywna – występuje gdy określony produkt jest oferowany w ograniczonej liczbie miejsc. Dotyczy towarów do których sprzedaży potrzebne są określone warunki, np. meble;
- Wyłączna – ma miejsce gdy na określonym terytorium sprzedaż jest prowadzona tylko przez jednego sprzedawcę, stosowana jest ona do tych produktów które są rzadko nabywane przez klientów, np. samochody.

Możemy także spotkać się z pojęciem dystrybucja ekskluzywna, dotycząca towaru, który trafia tylko do jednego wybranego pośrednika.